# Louis Althusser
Louis Althusser (Bir Mourad Raïs, 16 de octubre de 1918-París, 22 de octubre de 1990) fue un filósofo marxista francés. Es además habitualmente considerado estructuralista, aunque su relación con las otras variantes del estructuralismo francés es bastante compleja.

## Trayectoria
Louis Althusser nació en Bir Mourad Raïs, Argelia francesa, y estudió en la Escuela Normal Superior (Francia), donde más tarde se convirtió en profesor de Filosofía. Durante su juventud se siente fuertemente identificado con el cristianismo. Fue luego uno de los principales referentes académicos del Partido Comunista Francés (en cuyo seno se involucró en agrias disputas teóricas que desembocarían en su famosa autocrítica) y su pensamiento puede ser considerado como una respuesta a múltiples interpretaciones del marxismo, entre ellas el empirismo y el humanismo. Y aunque sea habitualmente encasillado como un marxista estructuralista, su relación con las modalidades del estructuralismo francés es muy singular.
Participó en la II Guerra Mundial, en la cual fue hecho prisionero por el ejército alemán en Vannes en 1940, y pasó cinco años internado en un Stalag, un campo de prisioneros de guerra. Tras el final de la guerra, en 1945, logró entrar en la Escuela Normal Superior (Francia). Durante los tres años que le llevó preparar su examen, estudió intensamente el Idealismo alemán del siglo XIX. Uno de sus docentes fue Maurice de Gandillac.
En 1947 le fue diagnosticado un desequilibrio mental, siendo internado en un hospital psiquiátrico por una "Psicosis maníaco-depresiva, causante de accesos melancólicos repetitivos". Durante el resto de su vida sufrió problemas psiquiátricos y estuvo internado una veintena de veces más, de modo intermitente. Fue psicoanalizado por René Diatkine. A pesar de ello, durante muchos años trabajó como preparador en la Escuela Normal. Sus alumnos recordaron siempre el empeño en su formación, su disponibilidad y la amplitud de sus perspectivas.
La vida de Althusser estuvo marcada por períodos de enfermedad mental intensa. En 1980 asesinó por estrangulación a su esposa Hélène Rytmann, también pensadora. Fue internado en un hospital psiquiátrico, a donde acudió un juez para instruir la causa por homicidio. Althusser fue procesado, pero el mismo día el juez archivó las diligencias, siguiendo los dictámenes de tres expertos que señalaron que Althusser había cometido el asesinato en un acto de locura. La derecha francesa, por su parte, acusó a la izquierda de mediar para que Althusser no ingresara en prisión. Murió el 23 de octubre de 1990, aquejado de una insuficiencia cardíaca. En sus peores momentos fue visitado asiduamente por Michel Foucault y Jacques Derrida. Hizo poco más trabajo académico, muriendo en 1990
Su autobiografía, El porvenir es largo (L'avenir dure longtemps), publicada en 1992, puso en claro su desgarrada posición vital y su escasa e incompleta lectura de la obra de Marx. En 2011 se publicaron las Cartas a Elena, que ponen a la luz la compleja relación con su esposa.

## Pensamiento

### Ideología
La línea de trabajo más conocida de Althusser tiene que ver con sus estudios de la ideología. Se trata de Ideología y aparatos ideológicos de Estado su obra más conocida en este campo. Este ensayo establece el concepto de ideología y lo relaciona con el concepto gramsciano de hegemonía. Si bien la hegemonía en Gramsci está en última instancia determinada por fuerzas políticas, el concepto althusseriano de ideología se apoya en los trabajos de Sigmund Freud y Jacques Lacan sobre lo imaginario y la fase del espejo, y describe las estructuras y los sistemas que nos permiten tener un concepto significativo del yo (moi en Lacan). Estas estructuras, según Althusser, son agentes represivos inevitables (y necesarios). Es bajo la influencia de Lacan que define la ideología como la representación de una relación imaginaria con las condiciones reales de existencia.
Para Althusser la ideología es ahistórica, pues, al igual que el inconsciente freudiano, es eterna. Es decir, siempre habrá ideología. Para Althusser ésta no es una forma de "engañar" o de "conciencia falsa" sino más bien una relación normal de individuos con la sociedad. La ideología, como ya vimos, es la relación imaginaria (sucede en la mente) de los sujetos con sus relaciones sociales.

### La ruptura epistemológica
Althusser pensaba que las ideas de Marx habían sido malentendidas, especialmente por los marxistas. Consideraba que varias formas de interpretar a Marx (el historicismo, el idealismo, el economicismo, el humanismo, etc.) no hacían justicia al carácter científico de los trabajos de Marx a partir de 1845. Frente a la idea de que toda la obra de Marx se podía entender como un todo consistente, Althusser argumentó que hubo una ruptura epistemológica (concepto que toma de Gaston Bachelard, Pierre Bourdieu, Jean-Claude Passeron y Jean-Claude Chamboredon) a partir del momento en que Marx se concentró en sus trabajos económicos. Además consideraba que se perdía la especificidad y la fuerza del conocimiento científico si se "complementaba" al Marx maduro con nociones extraídas de sus escritos de juventud o de obras de F. Engels.
Aunque los primeros trabajos de Marx están vinculados a las categorías filosóficas hegelianas y a la economía política clásica, con La ideología alemana (escrita en 1845) se habría producido una ruptura repentina y sin precedentes que prepara el camino para sus trabajos posteriores. El problema se complica por el hecho de que Marx no reflexionó en el papel sobre ese giro, y solo lo comunicó oblicuamente. Este giro se puede apreciar solo mediante una lectura crítica cuidadosa, o mediante otras operaciones, como la que hizo Althusser al editar a Feuerbach traducido al francés y mostrar que muchos de los párrafos de los cuadernos de trabajo de Marx que los marxistas humanistas glosaban, no eran sino transcripciones de Feuerbach que Marx hacía para su uso personal. El proyecto de Althusser era rescatar el poder y originalidad de la teoría de Marx para el avance del conocimiento científico de la sociedad (lo que él denominaba "el continente historia descubierto por Marx") y, a partir de ese conocimiento, poder ofrecer al movimiento comunista internacional elementos para orientar la acción política.

### Filosofía
Otros trabajos de Althusser incluyen el volumen colectivo Para leer El Capital (en francés: Lire Le capital, 1965), el cual consiste en un intenso trabajo de relectura, en clave estructuralista, de El Capital, la obra más importante de Karl Marx. En su edición española el libro está dividido en dos partes; en la primera de ellas Althusser realiza una fuerte crítica a la lectura de El Capital de forma empirista, y en general, a toda forma de empirismo que ataque las ciencias. En la segunda parte Etienne Balibar analiza el objeto teórico de El Capital y la teoría de la transición de una sociedad a otra que hay allí.
En la recopilación de ensayos La revolución teórica de Marx (en francés: Pour Marx, 1965), Althusser intenta establecer una periodización estricta de la obra de Marx, separando al Marx maduro, "marxista", del Marx de juventud, aún bajo la fuerte influencia idealista de Hegel y Feuerbach. Esta periodización ha sido sometida a fuertes críticas por el pensamiento marxista posterior, que ha intentado revalorizar el pensamiento político del primer Marx.
Quizá la tesis central de toda la filosofía de Althusser es que la historia es un proceso sin sujeto ni fines, cuyo motor son las fuerzas productivas (y la lucha de clases determinada por ellas). La historia no tiene sentido. Para Althusser todos somos sujetos, y en calidad de éstos, marionetas de la historia, pero esta historia no es movida por alguien, lo que desemboca en su famosa tesis de que todos somos marionetas de algo que no va a ningún lado, de algo sin sentido.
Otra famosa tesis de Althusser en filosofía es que, al contrario de lo que comúnmente se piensa, la filosofía siempre viene después de la ciencia. Esta tesis rechaza que la filosofía haya sido la madre de todas las ciencias, sino que, más bien, la filosofía es la hija de las ciencias. Esto quiere decir, la filosofía no es una ciencia, sino una reacción a las ciencias en el campo teórico. De esta forma, la matemática (Tales de Mileto) engendró la filosofía de Platón, la física (Galileo) engendró la filosofía de Descartes, la ciencia de la historia (Marx) engendró su propia filosofía y el psicoanálisis (Freud) comienza hasta ahora a engendrar su propia filosofía. Lo interesante de este proceso es que la filosofía marxista, engendrada por la ciencia de la historia es, para Althusser, "correcta" (no verdadera, pues la filosofía no dice verdades, no es una ciencia, sino una ideología). Esto quiere decir, la filosofía se ubica correctamente en posiciones que defiendan a las ciencias, ya que la ciencia de la historia le permite el conocimiento científico de la producción filosófica e ideológica, le permite el conocimiento científico de la producción de sí misma. En esto consiste "la inmensa revolución teórica de Marx".
Menos conocidos son sus trabajos sobre Maquiavelo, Spinoza, Montesquieu y Rousseau.
Algunos de los estudiantes y camaradas de Althusser llegaron a ser posteriormente intelectuales eminentes: Jacques Derrida, Michel Foucault, Etienne Balibar, Alain Badiou, Marta Harnecker, Jacques Rancière, Pierre Macherey, Saul Karsz y Bruno Sandstede.

## Obras
- La revolución teórica de Marx. México: Siglo XXI. 1968. ISBN 968-23-0166-1.
- Sobre el trabajo teórico: dificultades y recursos. Anagrama. 1967. B. 30296-1970.
- Montesquieu: la política y la historia. Barcelona: Ariel. 1968. ISBN 84-344-0749-3.
- Para leer El Capital. México: Siglo XXI. 1969. ISBN 968-23-0319-2.
- Lenin y la filosofía. México: Era. 1970.
- Seis iniciativas comunistas. Madrid: Siglo XXI. 1977. ISBN 84-323-0289-9.
- Lo que no puede durar en el Partido Comunista. Madrid: Siglo XXI. 1978. ISBN 84-323-0316-X.
- Para un materialismo aleatorio. Madrid: Arena. 2002. ISBN 84-95897-01-6.
- Marx dentro de sus límites. Madrid: Akal. 2003. ISBN 84-460-1992-2.
- Ideología y aparatos ideológicos de estado / Freud y Lacan. Buenos Aires: Nueva Visión. 2003. ISBN 950-602-032-9.
- Maquiavelo y nosotros. Madrid: Akal. 2004. ISBN 84-460-1993-0.
- Política e historia. De Maquiavelo a Marx. Cursos en la Escuela Normal Superior, 1955-1972. Madrid: Katz editores. 2007. ISBN 978-84-96859-03-6.
- L'avenir dure longtemps, París, Stock/Imec, 1992, autobiografía.
- Lettres à Hélène, París, Grasset, 2011.
- Initiation à la philosophie pour les non-philosophes, París, Presses universitaires de France, 2014.
- Escritos sobre la historia (1963-1986), Santiago: Pólvora Editorial/Editorial Doble Ciencia, 2019. ISBN 978-956-9441-31-8